# دونكان كاميرون
دونكان كاميرون هو سياسي كندي، ولد في 1764 باسكتلندا في المملكة المتحدة، وتوفي في 15 مايو 1848 بكندا العليا.